# Дуг мору (3. сезона)
Трећа сезона телевизијске серије Дуг мору jе емитована од 13. до 24. марта 2023. године на каналима Суперстар ТВ и Б92. Трећа сезона се састоји од 10 епизода. 

## Радња
У трећој сезони, мистичне силе и даље јачају и воде Олгу ка откривању породичних тајни које крије полуострво Луштица. 
Док њен отац Периша покушава да сазна шта се налази испод Фортице, Олгу истражује новинар Оскар који прати траг о смрти професора Гросмана. Нова сазнања пореметиће њену везу с Рњом.
Након што трагична олуја погоди Луштицу, Олга ће од своје мајке Светлане добити огрлицу која ће је приближити откривању мистерија које окружују Луштицу и његове ексцентричне становнике...

## Епизоде
| Бр. еп. (укупно) | Бр. еп. (у сезони) | Наслов       | Редитељ                        | Сценариста                               | Премијера      |
| ---------------- | ------------------ | ------------ | ------------------------------ | ---------------------------------------- | -------------- |
| 25               | 1                  | Стара Штрига | Милица Филиповски и Леон Лучев | Маријана Чулић Вићентић и Бојана Маљевић | 13. март 2023. |
| 26               | 2                  | Пакет        | Милица Филиповски и Леон Лучев | Маријана Чулић Вићентић и Бојана Маљевић | 14. март 2023. |
| 27               | 3                  | Трагови      | Милица Филиповски и Леон Лучев | Маријана Чулић Вићентић и Бојана Маљевић | 15. март 2023. |
| 28               | 4                  | Заблуда      | Милица Филиповски и Леон Лучев | Маријана Чулић Вићентић и Бојана Маљевић | 16. март 2023. |
| 29               | 5                  | Кривица      | Милица Филиповски и Леон Лучев | Маријана Чулић Вићентић и Бојана Маљевић | 17. март 2023. |
| 30               | 6                  | Тајне        | Милица Филиповски и Леон Лучев | Маријана Чулић Вићентић и Бојана Маљевић | 20. март 2023. |
| 31               | 7                  | Илузије      | Милица Филиповски и Леон Лучев | Маријана Чулић Вићентић и Бојана Маљевић | 21. март 2023. |
| 32               | 8                  | Невреме      | Милица Филиповски и Леон Лучев | Маријана Чулић Вићентић и Бојана Маљевић | 22. март 2023. |
| 33               | 9                  | Плочице      | Милица Филиповски и Леон Лучев | Маријана Чулић Вићентић и Бојана Маљевић | 23. март 2023. |
| 34               | 10                 | Штриге       | Милица Филиповски и Леон Лучев | Маријана Чулић Вићентић и Бојана Маљевић | 24. март 2023. |